# Відносини Сан-Марино — Європейський Союз
Відносини між Республікою Сан-Марино та Європейським Союзом (ЄС) розпочались у лютому 1983 р. Сан-Марино повністю оточений однією з країн-членів ЄС, Італією.

## Угоди
Сан-Марино не є стороною Шенгенської угоди. Однак вона має відкритий кордон з ЄС, хоча проводяться деякі випадкові перевірки поліції, і має митний союз з ЄС (з 1991 р., включаючи сільськогосподарську продукцію з 2002 р.). Сан-Марино та ЄС також уклали угоду про оподаткування заощаджень.
За допомогою грошової угоди Сан-Марино використовує євро як єдину валюту (раніше він використовував санмаринську ліру, рівну рівню італійській лірі), і йому дозволяється карбувати обмежену кількість монет за власним дизайном. Між Сан-Марино та ЄС було укладено 3 угоди між 2001 і 2007 роками про посилення фіскальної інтеграції, і в результаті цих угод Республіка Сан-Марино зараз користується більшою автономією та можливістю карбувати власні монети.

## Майбутня інтеграція
У листопаді 2012 року, після того як Рада Європейського Союзу закликала провести оцінку відносин ЄС із суверенними європейськими мікродержавами Андорри, Монако та Сан-Марино, які вони назвали "роздробленими". Європейська Комісія опублікувала звіт окреслюючи варіанти їх подальшої інтеграції до ЄС. На відміну від Ліхтенштейну, який є членом Європейського економічного простору (ЄЕЗ) через Європейську асоціацію вільної торгівлі (ЄАВТ) та Шенгенську угоду, відносини з цими трьома державами базуються на колекції угод, що охоплюють конкретні питання. У звіті розглянуто чотири альтернативи поточній ситуації: 1) галузевий підхід з окремими угодами з кожною державою, що охоплюють цілу сферу політики, 2) всебічна багатостороння Рамкова угода про асоціацію (FAA) з трьома державами, 3) членство в ЄЕЗ та 4) членство в ЄС. Комісія стверджувала, що галузевий підхід не стосується основних питань і все ще є без потреби, а членство в ЄС найближчим часом було припинено, оскільки "інституції ЄС в даний час не пристосовані до вступу таких малих країн". Решта варіантів, членство в ЄЕЗ та FAA з державами, були визнані життєздатними та рекомендовані Комісією. У відповідь Рада попросила продовжити переговори з трьома мікродержавами щодо подальшої інтеграції, а також до кінця 2013 року підготувати звіт, що деталізує наслідки двох життєздатних альтернатив та рекомендації щодо подальших дій.
Оскільки членство в ЄЕЗ в даний час відкрите лише для членів ЄАВТ або ЄС, для того, щоб мікродержави приєднались до ЄЕЗ, не ставши членами ЄС, потрібна згода існуючих держав-членів ЄАВТ. У 2011 році Йонас Гар Стрере, тодішній міністр закордонних справ Норвегії, яка є членом ЄАВТ, заявив, що членство в ЄАВТ / ЄЕЗ для мікродержав не є належним механізмом для їх інтеграції на внутрішній ринок через їхні інші вимоги, ніж великі країни, такі як Норвегія, і висловив припущення, що спрощена асоціація для них буде більш підходящою. Еспен Барт Ейде, наступник Стьоре, відповів на звіт Комісії наприкінці 2012 року, запитуючи, чи мають мікродержави достатні адміністративні можливості для виконання зобов'язань щодо членства в ЄЕЗ. Однак він заявив, що Норвегія відкрита для можливості членства в ЄАВТ для мікродержав, якщо вони вирішать подати заявку, і що країна не прийняла остаточного рішення з цього питання. Паскаль Шафхаузер, радник місії Ліхтенштейну при ЄС, заявив, що Ліхтенштейн, інша держава-член ЄАВТ, готовий обговорити питання членства в ЄЕЗ для мікродержав, якщо їх приєднання не перешкоджає функціонуванню організації. Однак він запропонував розглянути варіант прямого членства в ЄЕЗ для мікродержав, як за межами ЄАВТ, так і ЄС.
18 листопада 2013 р. Комісія ЄС опублікувала свою доповідь, в якій дійшов висновку, що "участь малих країн в ЄЕЗ в даний час не вважається життєздатним варіантом через політичні та інституційні причини", але що Угоди про асоціацію є більш здійсненний механізм інтеграції мікродержав до внутрішнього ринку, бажано за допомогою єдиної багатосторонньої угоди з усіма трьома державами. У грудні 2014 року Рада Європейського Союзу схвалила розпочаті переговори щодо такої угоди, вони розпочались у березні 2015 року.

### Повне членство
Станом на 2006 рік лівий опозиційний "Народний альянс" висловився за вступ до ЄС, тоді як правляча Сан-Маринесська християнсько-демократична партія виступила проти.
У 2010 р. Парламент доручив уряду розпочати переговори щодо подальшої інтеграції з Європейським Союзом, а згодом технічна група підготувала звіт про членство в ЄС та ЄЕЗ.
У 2010 році була розпочата кампанія, спрямована на збір достатньої кількості підписів для проведення референдуму про членство в ЄС у Сан-Марино. Рада гаранта затвердила референдум 15 листопада 2010 р. а референдум був призначений на 27 березня 2011 р.  Однак після того, як уряд направив листа президенту Європейської Комісії з проханням "відкрити переговори, спрямовані на досягнення більшої інтеграції Республіки Сан-Марино на європейському рівні" 20 січня 2011 р. уряд аргументував що референдум слід скасувати, оскільки питання було вирішено, хоча лист не вимагав повноправного членства Сан-Марино в ЄС. Рада гарантів прийняла цей аргумент і скасувала референдум 24 лютого.
7 липня 2011 р. Велика та Генеральна Рада відхилила заклики подати заявку на повне членство в ЄС, а натомість затвердила порядок денний, який вимагав подальших переговорів щодо посилення інтеграції Сан-Марино з ЄС, не виключаючи можливості членства в майбутньому.
Друга кампанія також зуміла зібрати достатньо підписів для референдуму про членство в ЄС. 23 липня 2013 року капітан-регент призначив дату референдуму 20 жовтня 2013 року. Хоча більшість проголосувала "за", низька явка означала, що кворум із 32% зареєстрованих виборців не проголосував "за", тобто пропозиція була відхилена.